# Samogłoska otwarta przednia niezaokrąglona
Samogłoska otwarta przednia niezaokrąglona – typ samogłoski spotykany w językach naturalnych. Symbol, który przedstawia ten dźwięk w Międzynarodowym Alfabecie Fonetycznym i X-SAMPA, to a. W latach 2011–2012 komitet Międzynarodowego Towarzystwa Fonetycznego zagłosował przeciw dodaniu do MAF odrębnego symbolu (ᴀ) dla samogłoski otwartej centralnej niezaokrąglonej.
W dialekcie miasta Hamont języka limburskiego przednie [aː], centralne [äː] i tylne [ɑː] należą do odrębnych fonemów. Takie potrójne rozróżnienie jest bardzo rzadko spotykane.

## Języki, w których występuje ten dźwięk
Samogłoska otwarta przednia niezaokrąglona występuje w językach:
| Język     | Język                  | Słowo | MAF      | Tłumaczenie | Uwagi                                                                                                  |
| --------- | ---------------------- | ----- | -------- | ----------- | --- |
| angielski | Received Pronunciation | cat   | [kʰat]   | „kot”       | Realizowana jako [æ] przez konserwatywnych użytkowników.                                               |
| duński    | duński                 | Dansk | [ˈd̥ansɡ̊] | „duński”    | Wymowa niektórych konserwatywnych użytkowników; inni użytkownicy wymawiają ją jako prawie otwartą [æ]. |
| limburski | limburski              | pèns  | [paːns²] | „brzuch”    | Wyraz z dialektu Hamont.                                                                               |
| polski    | polski                 | jajko | [ˈjajkɔ] | „jajko”     | Alofon /a/ między spółgłoskami miękkimi.                                                               |

W niektórych językach występuje samogłoska otwarta centralna niezaokrąglona, nieposiadająca odrębnego symbolu IPA, zapisywana [ä], [ɑ̈] lub [ɐ̞] (najczęściej używany symbol to [ä]), kiedy niezbędne jest rozróżnienie:
| Język       | Język          | Słowo                | MAF                  | Tłumaczenie          | Uwagi                         |
| ----------- | -------------- | -------------------- | -------------------- | -------------------- | ----------------------------- |
| czeski      | czeski         | laska                | [ˈläskä]             | „miłość”             | Z reguły transkrybowana /a/.  |
| hiszpański  | hiszpański     | malo                 | [ˈmälo̞]              | „zły”                | Z reguły transkrybowana /a/.  |
| limburski   | dialekt Hamont | zaak                 | [zäːk²]              | „sprawa”             | Z reguły transkrybowana /aː/. |
| maryjski    | maryjski       | адакат               | [ädäkät]             | „znów”               | Z reguły transkrybowana /a/.  |
| niemiecki   | niemiecki      | Ratte                | [ˈʀätə]              | „szczur”             | Z reguły transkrybowana /a/.  |
| polski      | polski         | las                  | [läs]                | „las”                | Z reguły transkrybowana /a/.  |
| portugalski | portugalski    | vá                   | [vä]                 | „proszę iść!”        | Z reguły transkrybowana /a/.  |
| rumuński    | rumuński       | cal                  | [käl]                | „koń”                | Z reguły transkrybowana /a/.  |
| sebei       | sebei          | (potrzebny przykład) | (potrzebny przykład) | (potrzebny przykład) | Z reguły transkrybowana /a/.  |